# Reteporella jullieni
Reteporella jullieni är en mossdjursart som beskrevs av Calvet 1931. Reteporella jullieni ingår i släktet Reteporella och familjen Phidoloporidae. Inga underarter finns listade i Catalogue of Life.